# Zgorzelec (gmina)
Zgorzelec est une gmina rurale du powiat de Zgorzelec, Basse-Silésie, dans le sud-ouest de la Pologne, à la frontière avec l'Allemagne. Son siège est la ville de Zgorzelec, bien qu'elle ne fasse pas partie du territoire de la gmina.
La gmina couvre une superficie de 136,02 km2 pour une population de 7 889 habitants.

## Géographie
La gmina est bordée par la ville de Zgorzelec et les gminy de Bogatynia, Lubań, Pieńsk, Siekierczyn et Sulików. Elle est également frontalière de l'Allemagne.
La gmina contient les villages de Białogórze, Gozdanin, Gronów, Jędrzychowice, Jerzmanki, Kostrzyna, Koźlice, Koźmin, Kunów, Łagów, Łomnica, Niedów, Osiek Łużycki, Pokrzywnik, Przesieczany, Radomierzyce, Ręczyn, Sławnikowice, Spytków, Trójca, Tylice et Żarska Wieś.